# Holm Singer
Holm Singer (Reichenbach im Vogtland, 23 luglio 1961) è un ex agente segreto tedesco.
Collaboratore del Ministero per la sicurezza di stato della Repubblica Democratica Tedesca: tra il 1980 e il 1989 ha svolto attività di informatore per i servizi segreti della RDT,  con il nome fittizio di IM "Schubert".
Il caso IM Schubert è salito alla ribalta politica nel febbraio 2008, quando Holm Singer è riuscito ad ottenere un'ingiunzione di chiusura di una mostra a Reichenbach, nel Vogtland, sul tema "le attività cristiane nella RDT".
Il caso è un esempio dell'ondata di reclami che in Germania sta complicando in misura crescente la ricerca storica sulla RDT.